# 古邳镇
古邳镇，是中华人民共和国江苏省睢宁县下辖的一个乡镇级行政单位。當地是下邳古城遺址的所在地，埋藏了魏晉至宋代，以及明清時期等兩層遺蹟。

## 行政区划
古邳镇下辖以下地区：
古邳社区、圮桥社区、旧州社区、吕集社区、半山村、戴楼村、顾庄村、官庄村、骑河村、汤山村、吴口村、望山村、山西村、巨山村、新龙村、下邳村、湖东村、郭庄村、苗庄村、陈吴村、陈老庄村、陈平楼村、陆庄村、苗集村、果园村和黄河村。